# Списък с теленовелите и сериалите на „Телевиса“
Телевиса (на испански: Televisa) е мексиканска медийна компания, основана през 1951 г. от Емилио Аскарага Видаурета. Някога известна като Независима телевизия на Мексико (на испански: Televisión Independiente de México) и Телесистема мехикано (на испански: Telesistema Mexicano), притежава четири основни телевизионни канала: FOROtv, Canal 5, Canal 9 и Las Estrellas. Последният отговаря за излъчването на теленовелите на компанията от 1958 г. насам.
Забранена пътека, режисирана от Рафаел Банкелс, е първата теленовела, произведена от компанията, която се състои от 30 епизода и печели голяма популярност, затова инвестициите в оригинални теленовели се увеличават. Само през 1960 г. са произведени повече от 20 теленовели. През 1971 г., с появата на цветната телевизия, е произведена теленовелата Любовта има женско лице, състояща се от 760 епизода, което я прави и най-продължителната продукция в този жанр. Телевиса си партнира с радио и телевизионни оператори от други страни, като например – венецуелската компания Веневисион, на която прави адаптации на някои сериали, както и с бразилската компания Система Брасилейро де Телевисао.
През 80-те години Телевиса дава приоритет за филмиране на произведенията на кубинската писателка Инес Родена и на мексиканската писателка Каридад Браво Адамс. По-късно компанията създава теленовели за тийнейджъри като Лус Кларита, Капчица любов, Непокорните и други.
От 2000 г. Телевиса започва да прави адаптации на теленовели, които вече е произвела, както и на колумбийски и аржентински теленовели като Внимавай с ангела, Лола, имало едно време и други. От 2012 г. започва да произвежда теленовели в HD качество, като първата е Заради нея съм Ева.
През 2020 г. започва модернизация и ремастериране на теленовели, които при заснемането си не са изцяло с висока разделителна способност за излъчване във формат 16:9, започвайки със заглавията Дестилирана любов, Непокорните, Есмералда, Три жени и Любовен облог.